# Rok vdovou
Rok vdovou je román amerického spisovatele Johna Irvinga vydaný v roce 1998 v USA. Z anglického originálu Widow for one year do češtiny přeložila Milada Nováková.

## Děj
Hlavní hrdinkou je Rút Coleová, příběh začíná v době, kdy jí byly čtyři roky. Žila se svými rodiči Marion a Tedem Coleovými v americkém Sagaponacku, v domě jehož zdi zdobily stovky rodinných fotografií. Román je rozdělen do tři částí.

### První část
Šestnáctiletý Eddie O'Hare přijíždí ke spisovateli a sukničkáři Tedovi Caleovi a prázdninovou brigádu. Setkává se s jeho manželkou Marion, do níž se zamiluje. I přes věkový rozdíl (Marion je devětatřicet let) se mezi nimi vzplane milostný vztah, Marion ve vztahu nachází uspokojení a rozptýlení. Poprvé za posledních pět let, tedy od chvíle kdy se při autonehodě zabili oba její synové Timothyho a Thomase (zemřeli ještě před narozením Ruth, zahynuli při autonehodě ve věku 15 a 17 let), se cítí aspoň trochu šťastna. Ted milostný vztah své manželky brzy odhaluje, ale toleruje ho s Ediem vychází vcelku dobře a často spolu hrají squash. Nejen díky Eddiemu si Marion uvědomuje, že už nechce nadále žít s Tedem, a proto ho, s Eddieho pomocí, tajně opustí. Všechny rodinné fotografie si vzala s sebou, ale opouští dceru Ruth, která to není schopna pochopit a bude jí ještě dlouho trvat, než své matce odpustí. Nikdo neví, kam Marion odjela.

### Druhá část
Eddie se stává spisovatelem, stejně jako Ruth se stává spisovatelkou, jen Ruth je mnohem úspěšnější. Jejich literární tvorbu výrazně ovlivnila Marion. Ruth odjíždí do Amsterodamu, kde se má odehrávat její další román. Odvíjející se v prostředí prostitutek. Při návštěvě prostitutky je svědkem vraždy – prostitutky Rooi, a proto odjíždí. Dlouhé roky se Eddie s Ruth neviděli, potkávali se jen zřídkavě, ale spojovalo je nekonečné čekání na Marion. Ruth se provdává za svého snoubenec Allana, se kterým má syna Grahama. Nedlouho po svatbě však Allan umírá. Marion se také stala spisovatelkou, ale psala pod pseudonymem. Eddie i Ruth ji poznali z jejích knih, stále se nevyrovnala se smrtí svých chlapců. Umírá Tedd Cale a Ruth se znovu vdává za komisaře, Harryho Hoekstra, s nímž se seznámila v Amsterodamu, když vyšetřoval vraždu prostitutky Rooi.

### Třetí část
Po téměř čtyřiceti letech se u dveří Eddieho domu nedaleko domu, kde bydlela Rút, objevila Marion. Již jí je 76 let, ale Eddiemu stále připadá krásná. V tom okamžiku se s matkou setkává i Ruth.

## Filmová adaptace
V roce 2004 byl podle knižní předlohy natočen film Dveře v podlaze (The Door in the Floor). Filmová verze je však pouze adaptací první části knihy. Režie: Tod Williams, hrají: Elle Fanning, Jeff Bridges, Kim Basinger.